# Ekonomický kapitál
Ekonomický kapitál tvoří hmotné statky a finanční kapitál, kterými jedinec disponuje. Každý člověk ho může získat vlastním úsilím, významnou úlohu však hraje dědění. Ekonomický kapitál může usnadnit obsazování některých pozic.
Ekonomický kapitál je míra rizika z hlediska kapitálu. Konkrétně jde o množství kapitálu, které společnost (obvykle ve finančních službách) potřebuje, aby zajistila, že zůstane solventní vzhledem ke svému rizikovému profilu. Ekonomický kapitál vypočítává interně společnost, někdy s využitím modelů. Výsledné číslo je také částka kapitálu, kterou by firma měla mít na podporu veškerých rizik, která mohou nastat, jde vlastně o způsob měření rizika. 

## Použití ekonomického kapitálu
Ekonomický kapitál se používá k měření a vykazování tržních a operačních rizik napříč finanční organizací. Ekonomický kapitál poskytuje realističtější reprezentaci solventnosti firmy.
Proces měření ekonomického kapitálu zahrnuje převedení daného rizika na výši kapitálu, která je požadována pro jeho podporu. Výpočty jsou založeny na finanční síle instituce (nebo ratingu) a očekávaných ztrátách.

## Ekonomický kapitál banky
Z hediska bankovnictví můžeme rozlišit čtyři hlavní druhy kapitálu:
1) účetní kapitál (rozdíl mezi účetní hodnotou aktiv a závazků)
2) regulatorní kapitál (používá se pro kapitálové přiměřenosti, kapitálový požadavek)
3) ekonomický kapitál
4) tržní kapitál (reflektuje hodnotu banky na burze)
Ekonomický kapitál můžeme definovat jako „nárazník“ pro budoucí, neočekávané ztráty vyplývající z úvěrového, tržního a operačního rizika obsaženého při půjčování peněz. Ekonomický kapitál se liší od regulatorního kapitálu – ekonomický kapitál má pokrýt neočekávané ztráty, zatím co opravné položky mají pokrýt očekávané ztráty. Ekonomický kapitál představuje finanční zdroje, které musí banka vlastnit, aby na dané úrovni spolehlivosti a při daném riziku mohla plnit svoje závazky vůči vlastníkům, akcionářům a věřitelům.
Ekonomický kapitál ale nepokrývá všechna neočekávaná rizika. Jedním z důvodů je fakt, že navyšování kapitálu není v souladu se zájmy akcionářů. Čím větší je kapitálové krytí činnosti banky, tím nižší je ziskovost banky, respektive návratnost průměrného vlastního kapitálu. Akcionáři totiž musí nést náklady příležitosti na bankou nevyužitého kapitálu.

## Původ
Zásluhu na širším pojetí kapitál lze připsat především francouzskému sociologovi Pierru Bourdieuvi. Koncepce kapitálu se váže na otázku sociální mobility a vychází z předpokladu, že ve vyspělých západních zemích funguje jako hlavní model zařazování do zaměstnaneckých pozic vzdělání. Bordieu rozlišuje tzv. kulturní kapitál (nabyté předpoklady jedince vedoucí k dosažení určitého sociálního statusu), sociální kapitál (souhrn užitečných sociálních kontaktů, styků a známostí) a kapitál ekonomický (tvoří hmotné statky a finanční kapitál, kterými jedinec disponuje). Oproti hmotné podstatě ekonomického kapitálu, sociální a kulturní kapitál má formu kapitálu nehmotného. Všechny jeho druhy přinášejí svému vlastníku zisk.  Bourdieua říká, že distribuce kulturního kapitálu je ve společnosti stejně nerovnoměrná jako je tomu v případě kapitálu ekonomického a také že tyto dva kapitály jsou mezi sebou vzájemně převoditelné. Příkladem mohou být rodiny s vysokým ekonomickým kapitálem, které mohou svým dětem poskytnout delší dobu studia či mobilizace kulturního kapitálu při získávání lepšího uplatnění na trhu práce.